# Jesús Gil y Gil
Jesús Gil y Gil (El Burgo de Osma, 11 maart 1933 – Madrid, 14 mei 2004) was een Spaans politicus, burgemeester van Marbella, zakenman en voorzitter van Atlético Madrid. Gil was oprichter van de G.I.L. (Grupo Independiente Liberal), zijn eigen politieke partij. Hij stond bekend om zijn rechtse standpunten en ideeën.

## Levensloop

### Ondernemerschap
In 1954 trok een 21-jarige Gil y Gil naar Madrid om economie te studeren. Hij brak de studie na enkele maanden af om als ondernemer aan de slag te gaan in de Spaanse hoofdstad. Hij handelde onder andere in auto's voordat hij besloot zich toe te leggen op de bouw van onroerend goed. Gil y Gil liet een complex aanleggen in Los Ángeles de San Rafael van meer dan 1000 hectare groot, maar kreeg in 1969 een grote tegenslag te verwerken wanneer een dak het begeeft van een gebouw waar op dat moment een conventie werd gehouden, waarbij 68 mensen de dood vonden. Gil y Gil zou zelf in de bouwtekening hebben ingegrepen om kosten te besparen. In 1971 werd hij veroordeeld tot 5 jaar gevangenisstraf, maar al na een jaar kwam hij vrij door gratie van generaal Francisco Franco.
Na zijn vrijlating was Gil y Gil blut en richtte hij zijn pijlen op Marbella, waar hij zich met de bouw van onroerend goed populair maakte bij de bevolking. Hij wist zijn kapitaal weer gestaag op te bouwen, maar zou vanaf 1977 vaker in aanraking komen met justitie.

### Atlético Madrid
Gil y Gil was van 26 juni 1987 tot en met 28 mei 2003 zestien jaar lang voorzitter van voetbalclub Atlético Madrid. Hij werd voorzitter dankzij zijn goede vriendschap met Vicente Calderón. Onder Gil y Gil won Atlético in 1996 de Primera División en in 1991, 1992 en 1996 de Copa del Rey.
In 2000 echter degradeerde de club voor het eerst in 66 jaar naar de Segunda División A, maar in 2002 keerde zij weer terug op het hoogste niveau.
In de zestien jaar dat Gil y Gil het bij de club voor het zeggen had, moesten 26 trainers vroegtijdig hun koffers pakken, omdat hij het niet meer in ze zag zitten. In dezelfde periode werden er 130 spelers aangekocht. Op 70-jarige leeftijd trad hij terug met woorden in de trant van "Ik ben nu 70 jaar. Ik heb in de loop der jaren zoveel kritiek gehad. Dat kan ik mezelf nu niet meer aandoen". In werkelijkheid werd hij door schandalen gedwongen het bijltje erbij neer te leggen. Bij deze schandalen was ook de club zelf betrokken. In wat bekendstaat als "el caso Atlético" (de zaak Atleti) zou Gil y Gil als burgemeester gemeenschapsgeld hebben doorgesluisd van Marbella naar de voetbalclub. De naam van de stad was ook te zien op het shirt van Atlético Madrid gedurende lange tijd. Gil y Gil werd hier ook voor veroordeeld tot een gevangenisstraf van zes maanden in 2000 en hij mocht gedurende 28 jaar geen publiek ambt uitoefenen.
Toen hij de club verliet, stelde hij zijn vriend Enrique Cerezo aan als nieuwe voorzitter en liet hij Atlético Madrid achter met een schuld van € 270.000.000,-.

### Burgemeesterschap
In 1991 begint de politieke carrière van Gil y Gil als hij zijn eigen politieke partij opricht: G.I.L. (Grupo Independiente Liberal: Onafhankelijke Liberale Groep). Gil y Gil is enorm populair bij de jetset, behaalt meteen een monsteroverwinning bij de gemeenteverkiezingen in Marbella en wordt benoemd tot burgemeester. In 1995 en 1999 behaalt zijn partij wederom overwinningen in meerdere steden aan de Costa del Sol, hij wordt dan tevens tot president benoemd van een lokaal stedenverband.
In 2002 legt hij zijn functie neer als burgemeester van Marbella. In 2003 wint zijn partij wederom de lokale verkiezingen. De voorman is dan Julián Muñoz, een persoon die niet veel later ook met justitie in aanraking komt en het burgemeesterschap moet afstaan.